# Henryk Szymanowski
Henryk Mieczysław Szymanowski (ur. 11 kwietnia 1952 w Krakowie) – polski piłkarz, reprezentant Polski, mistrz Polski.

## Życiorys
Młodszy brat reprezentacyjnego obrońcy Antoniego, sam również grał na obronie, ewentualnie na rozegraniu. Pierwsze 20 lat kariery piłkarskiej związał z krakowską Wisłą (1963–1983), w barwach której świętował mistrzostwo Polski (1978). W ciągu 13 sezonów ligowych (od 1971) zaliczył 230 spotkań ligowych, w których strzelił 3 bramki. W 1983 przeszedł do lokalnego rywala Cracovii. Ostatnie lata kariery grał poza Polską – w austriackim SV Langenrohr (1986) i amerykańskim Eagles Yonkers Nowy Jork (1987–1990).
Jako piłkarz Wisły zaliczył swój jedyny występ reprezentacyjny. Wszedł w miejsce Wojciecha Rudego w końcówce meczu z Rumunią, rozgrywanego 29 sierpnia 1979 w Warszawie; mecz zakończył się zwycięstwem Polaków 3:0.
Od 1 października 2008 trener drużyny Wawel Kraków. Od 20 listopada 2010 trener V-ligowego MKS Halniak Maków Podhalański.